# Панов, Семён Фёдорович
Семён Фёдорович Панов (1757—1844) — военный юрист Российской империи, генерал-аудитор, член Совета военного министра, генерал-майор.

## Биография
Родился в 1757 году и происходил из солдатских детей; 5 февраля 1773 года он был зачислен рядовым в Инженерный корпус. С 1782 года служил в штабе генерал-фельдцейхмейстера, а в 1784 году переведён в Счётную экспедицию Военной коллегии с чином провинциального секретаря, затем был произведён в губернские секретари. В 1790 году переименован в поручики.
В 1794 году Панов, уже в чине секунд-майора, состоял в должности секретаря в Инспекторской экспедиции Военной коллегии, в 1797 году получил чин подполковника, затем был переименован в надворные советники, а 29 ноября 1798 года назначен контролёром Военной коллегии с производством в коллежские советники. С 1799 года состоял при цесаревиче Александре Павловиче в должности управляющего Собственной Его Высочества канцелярией.
После вступления на престол Александра I Панов, имевший чин военного советника, был произведён в генерал-майоры (15 сентября 1801 года) с оставлением состоять при императоре. Во время боевых действий 3-й антифранцузской коалиции возглавлял походный аудиториат при армии. В 1812 году был членом Комиссии для окончания нерешённых дел военного ведомства.
В 1812 году в ходе структурных реформ в военном ведомстве был упразднён Генерал-аудиториат и образован Аудиториатский департамент Военного министерства, к которому перешли функции высшего военно-судебного установления империи. 21 марта 1812 года генерал-аудитором — директором Аудиториатского департамента был назначен Панов, одновременно вошедший по должности в Совет военного министра. В 1815 году при создании Главного штаба Его Императорского Величества Аудиториатский департамент был передан из Военного министерства в его состав, причём Панов сохранил свою должность и членство в Совете военного министра; 9 марта 1816 года он был уволен от службы по болезни с мундиром и пенсией.
Известно, что 22 августа 1829 года он был отмечен знаком отличия беспорочной службы за XXX лет.
Оставшуюся часть жизни Панов провёл в Санкт-Петербурге, где и скончался в ночь с 17 (29) октября 1844 года на 87-м году жизни. Похоронен в Троицкой церкви на Смоленском православном кладбище.

## Семья
Жена, с 13 ноября 1807 года — дочь крупного заводчика Андрея Родионовича Баташева, Феоктиста Андреевна (1790—1853). Их дети:
- Ольга (17.12.1808[5]—1891) была замужем за полковником Емельяном Никитичем Арсеньевым (1810—1877), двоюродным дядей М. Ю. Лермонтова.
- Фёкла (16.02.1810—?)
- Александр (12.12.1812—11.10.1888), генерал-майор
- Семён (02.02.1817[6]—?); женился 28 января 1844 года на Фёкле Александровне Кандауровой и имел дочерей: Надежда (17.11.1850—?), Любовь (05.09.1853—?)[7].